# Gymnázium Pierra de Coubertina (Tábor)
Gymnázium Pierra de Coubertina je veřejná střední škola v Táboře v Jihočeském kraji se sídlem na adrese náměstí Františka Křižíka 860 založená ve druhé polovině 19. století.

## Historie
Škola byla v roce 1862 založena jako první reálné gymnázium v českých zemích tehdejší monarchie, kde byla navíc jako hlavní vyučovací jazyk prosazena čeština. Otevřeno musela být jako gymnázium soukromé pod vedením profesora Václava Křížka, přičemž slavnostního zahájení se zúčastnil také tehdejší českobudějovický biskup Jan Valerian Jirsík, nicméně v roce 1870 přešla do rukou státu a statutu reálného gymnázia v roce 1892 pozbyla. Do roku 1900 tedy fungovala jako klasické gymnázium a zpět k reálnému gymnáziu se směla vrátit až s příslibem výstavby nové budovy na náklady města. V prvním desetiletí 20. století škola poskytovala vzdělání kolem 360 studentům.
Nápis „C.K. REÁLKA“ je nad hlavním vchodem dle novodobých fotografií zachován, ač byl v dobách komunistického režimu překryt tabulí nesoucí označení gymnázium. I další komunistická „ozdoba“, dvoumetrová pěticípá rudá hvězda, byla z fasády po návratu k demokracii odstraněna.
Od roku 1999 škola používá název Gymnázium Pierra de Coubertina.

### Budova
Dodnes používaná secesní budova u nádrže Jordán byla vystavěna staviteli ing. Vincencem Tieblem a Františkem Ješem v letech 1904–1906 podle plánů plánů c. k. vrchního inženýra ministerstva vnitra, architekta Karla Dondy, který rovněž zodpovídal za rozpočet a hlavní řízení stavby. Od průčelí na dnešním náměstí Františka Křižíka směrem k nádrži vedou dvě rozbíhající se třípodlažní křídla, tvořící tak ramena zhruba lichoběžníkového půdorysu zakončeného vestavbou tělocvičny, s níž se sice počítalo od začátku, nicméně z finančních důvodů se realizovala až na konci 20. století. Její projekt zhotovil Atelier ing. arch. Šimečka, výstavbu samotnou řešila Stavební firma Dvořák.

## Ve 21. století
Ředitelem školy je od roku 2018 RNDr. Petr Nývlt, Ph.D.

### Studijní obory
- 1. studijní obor: 79-41-K/41  Gymnázium (čtyřleté, všeobecné)[7]
- 2. studijní obor: 79-41-K/81 Gymnázium (osmileté, všeobecné)[8]
- 3. studijní obor: 79-41-K/61 Gymnázium (šestileté česko-francouzské), kde je vyučovacím jazykem čeština a francouzština.[9]

## Osobnosti

### Významní absolventi a studenti
- Josef Holeček[2] – český novinář, spisovatel a překladatel
- Jiří Hrzán – známému českému herci je věnována bronzová plastika mezi budovou gymnázia a nádrží Jordán[10]
- Helena Drdová – česká sochařka[11]
- Karel Mareš[2] – český generál a válečný pilot
- Ladislav Nagy[12] – vysokoškolský pedagog, překladatel, literární kritik a publicista
- Tereza Budková[13] – modelka a vicemiss v soutěži krásy Česká Miss za rok 2009
- Lukáš Lis – vítěz ankety Zlatý Ámos v ročníku 2016/2017[14]
- Čestmír Strakatý[15] – český novinář, dramaturg, moderátor a podcaster

### Další osobnosti spjaté se školou
- Václav Křížek – zakladatel reálného gymnázia v roce 1862[2]
- August Sedláček – vyučující v letech 1875–1899[2]
- Karel Thir – vyučující v letech 1885–1900[2]

## Galerie

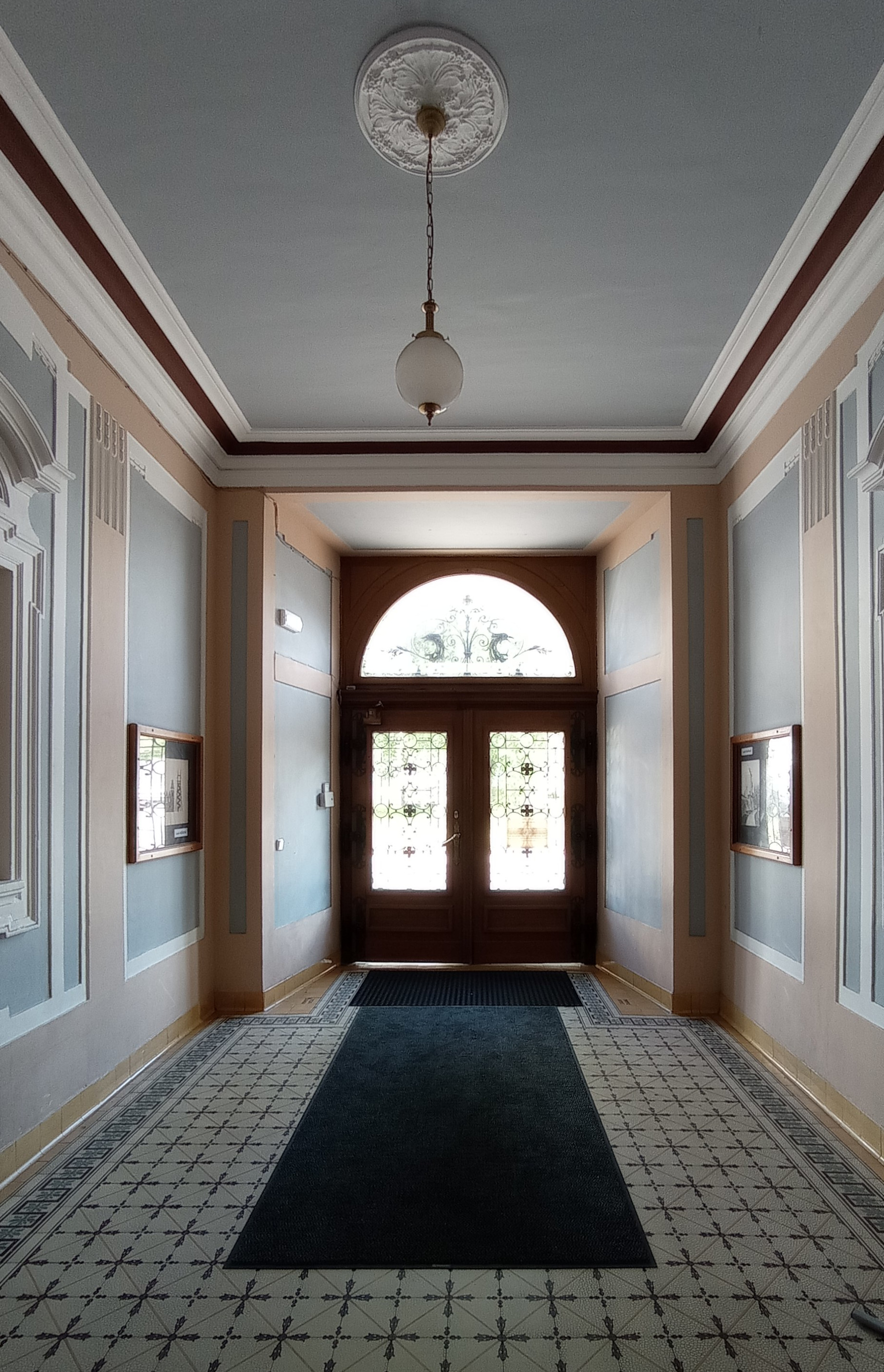
Vstupní chodba
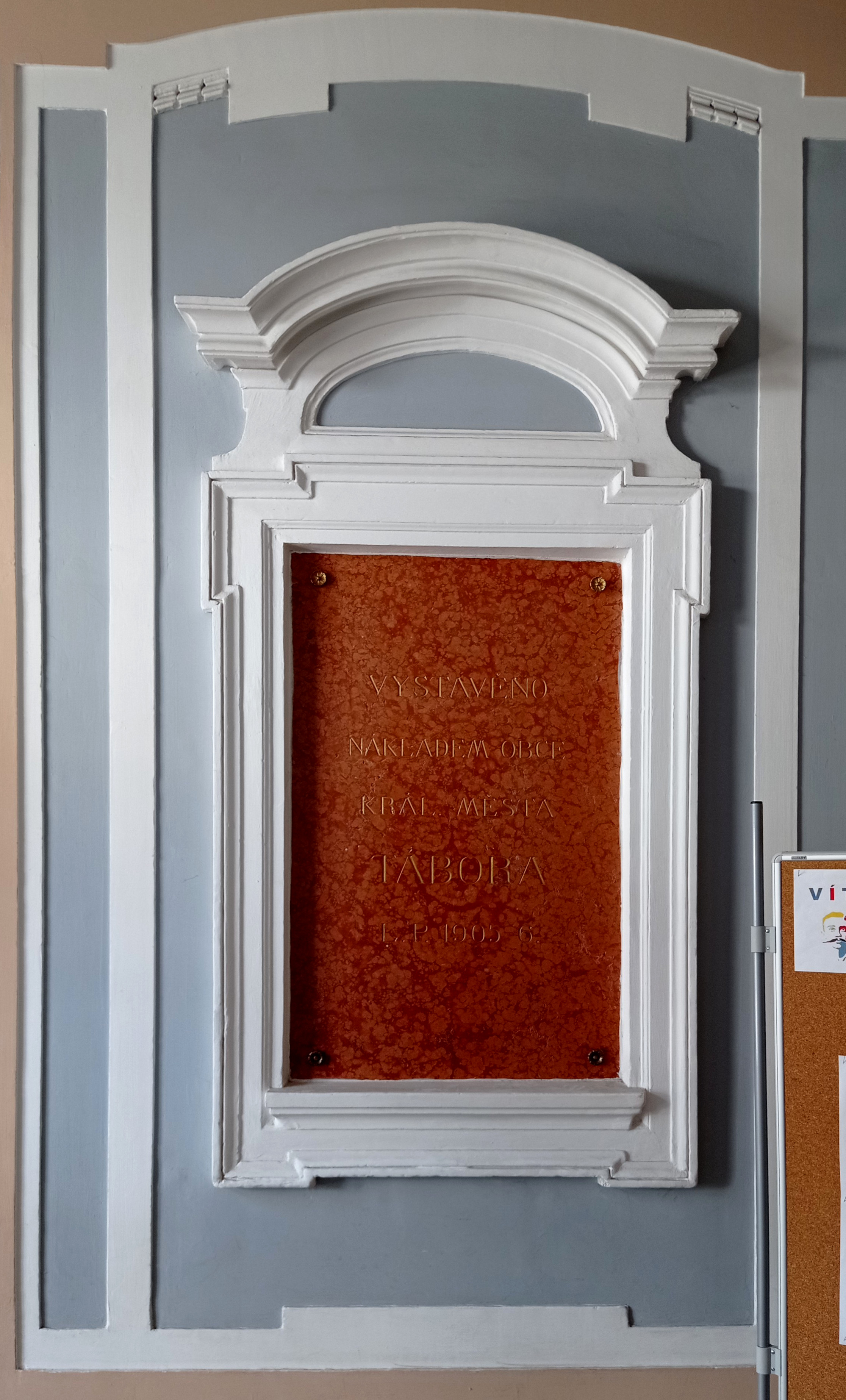
Pamětní deska k založení školy
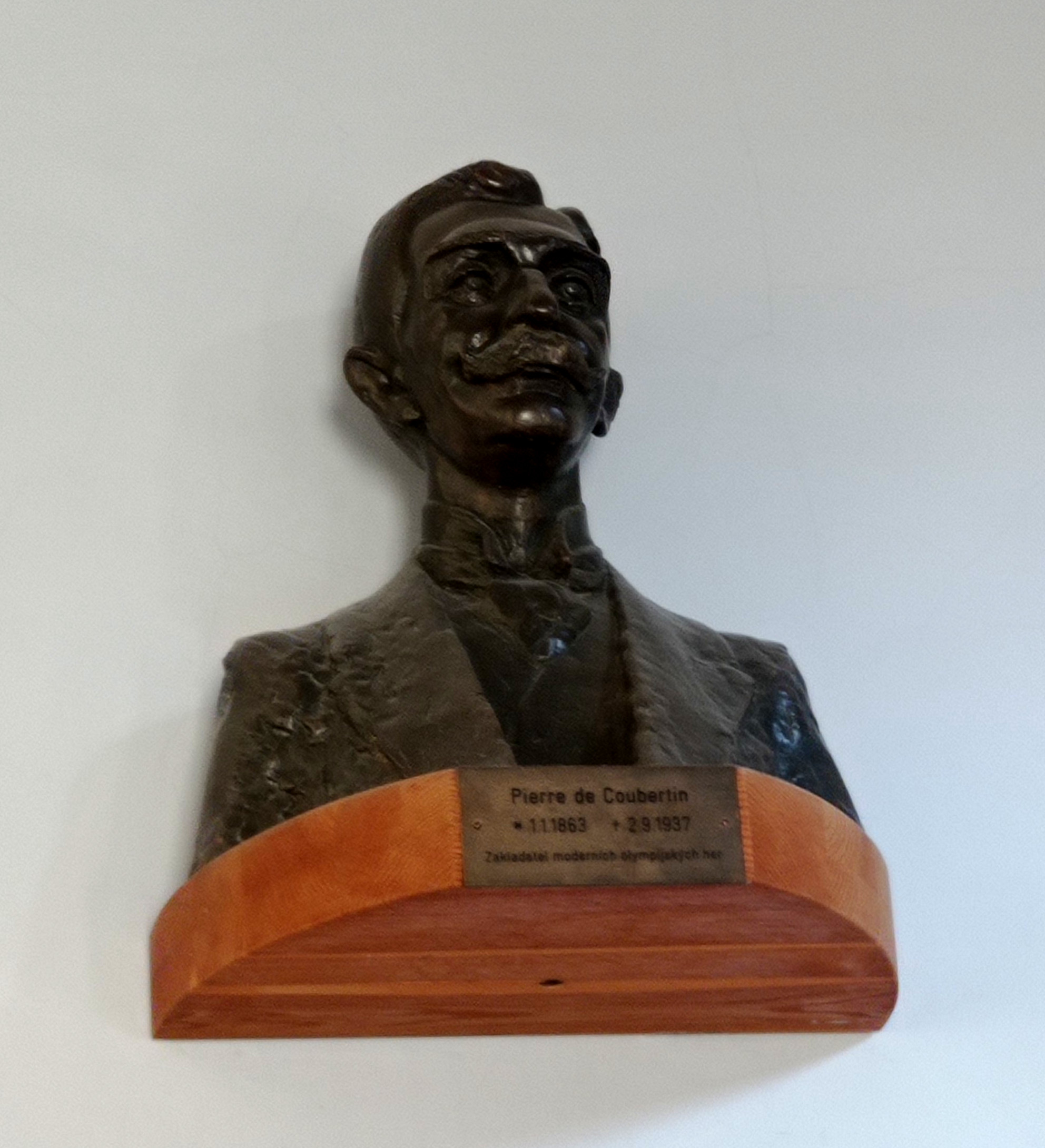
Busta Pierra de Coubertina
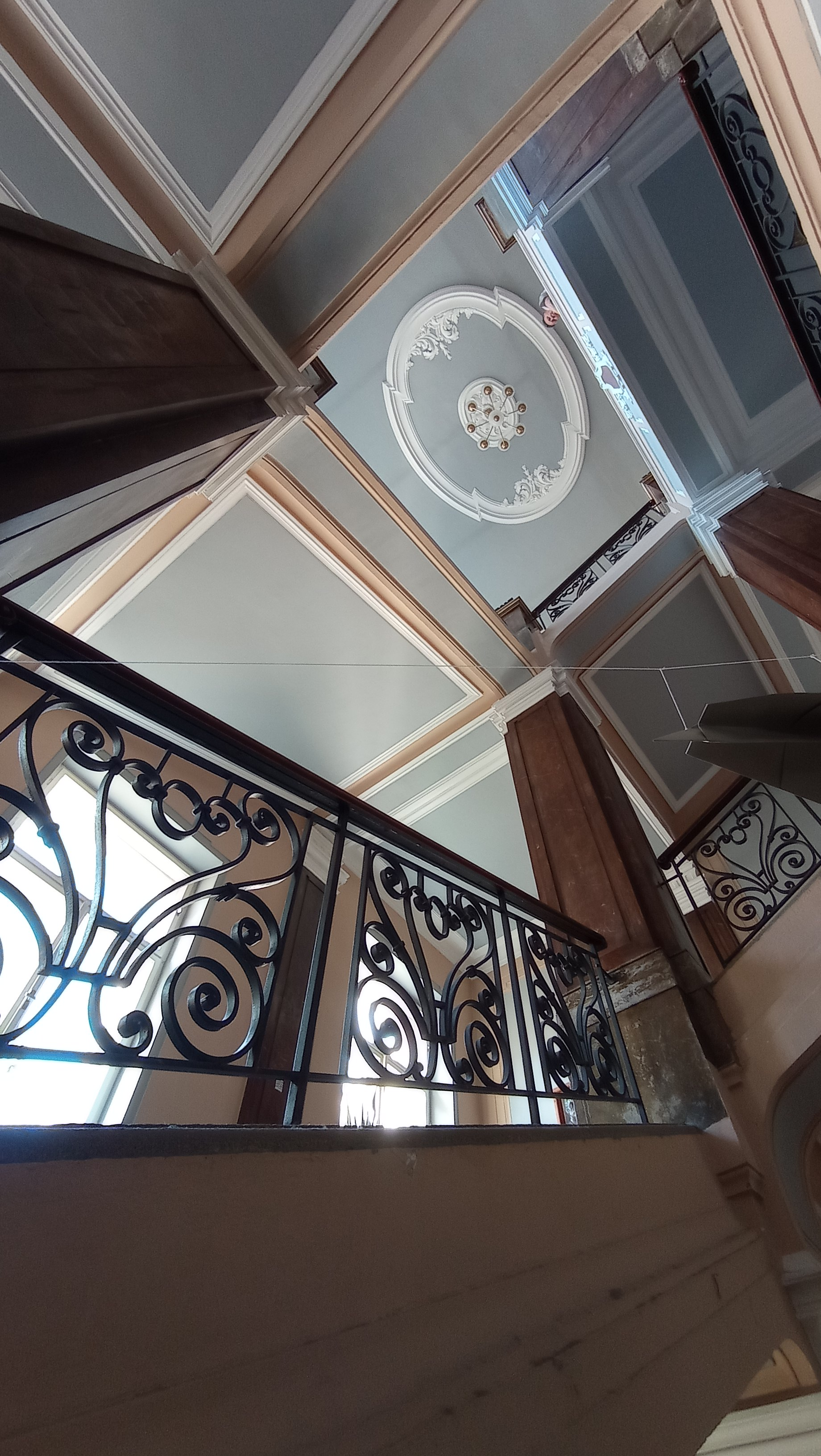
Kované schodiště a zdobený strop
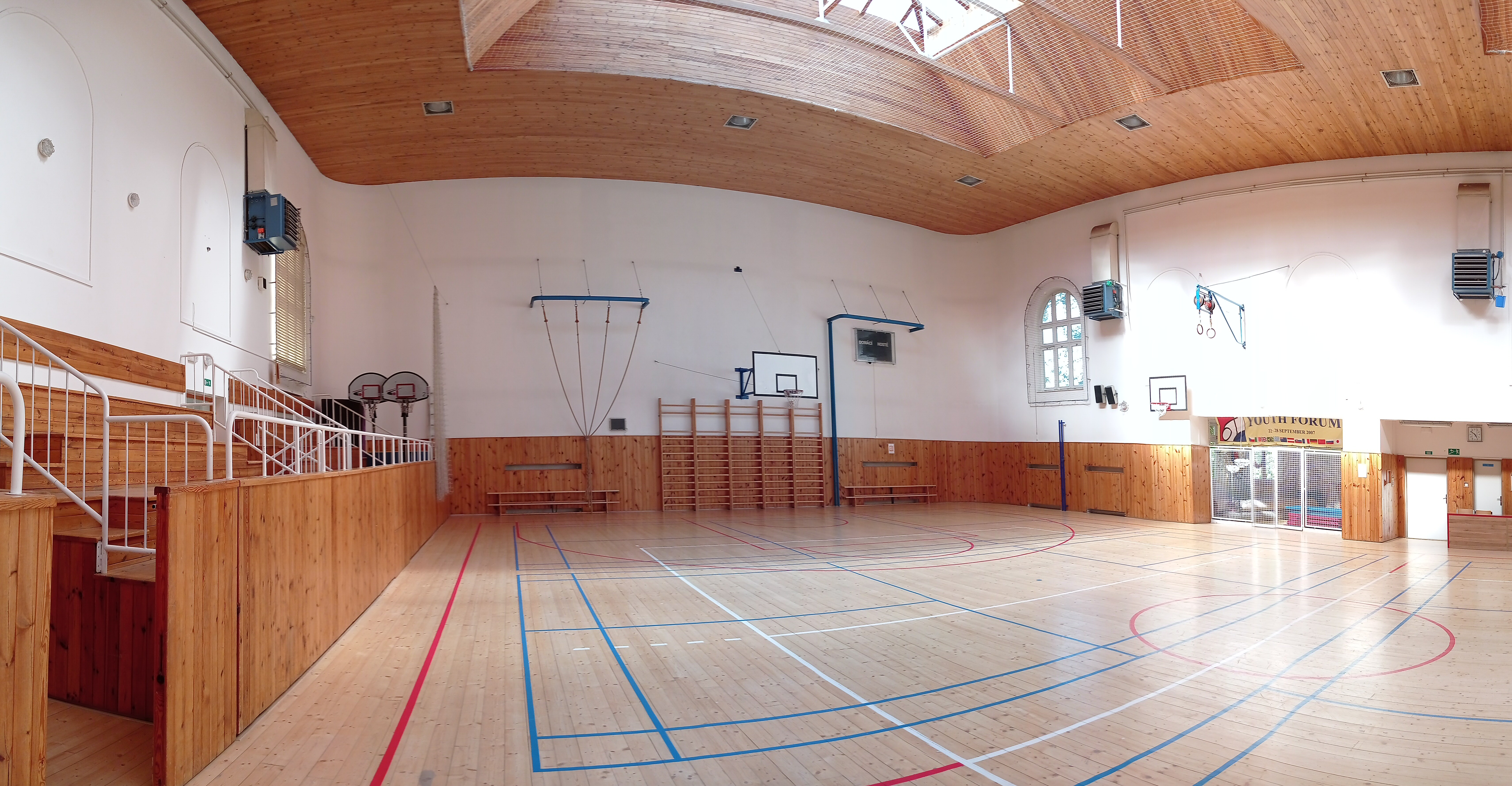
Sportovní hala
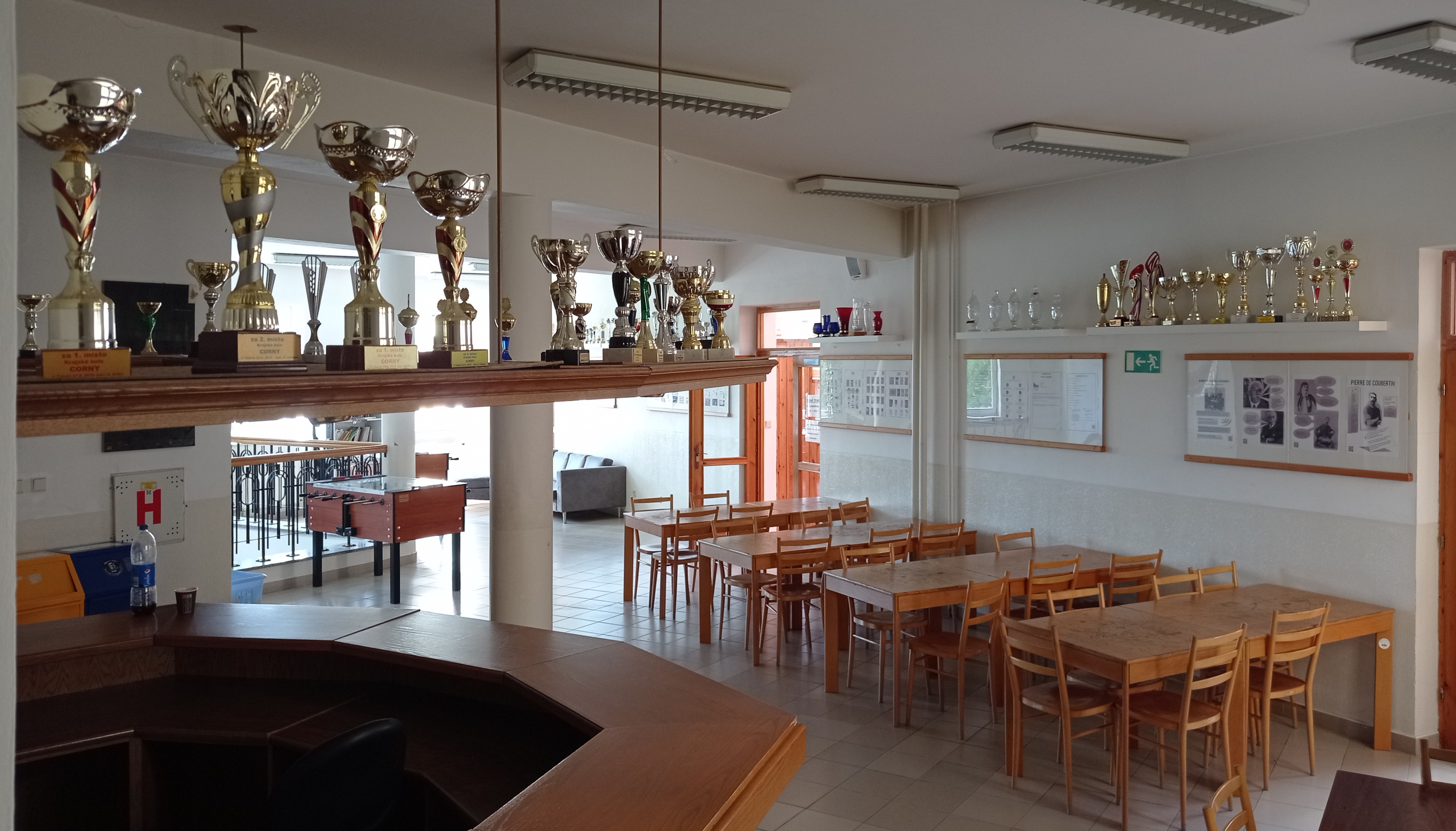
Kavárna a sportovní poháry před vstupem do tělocvičny
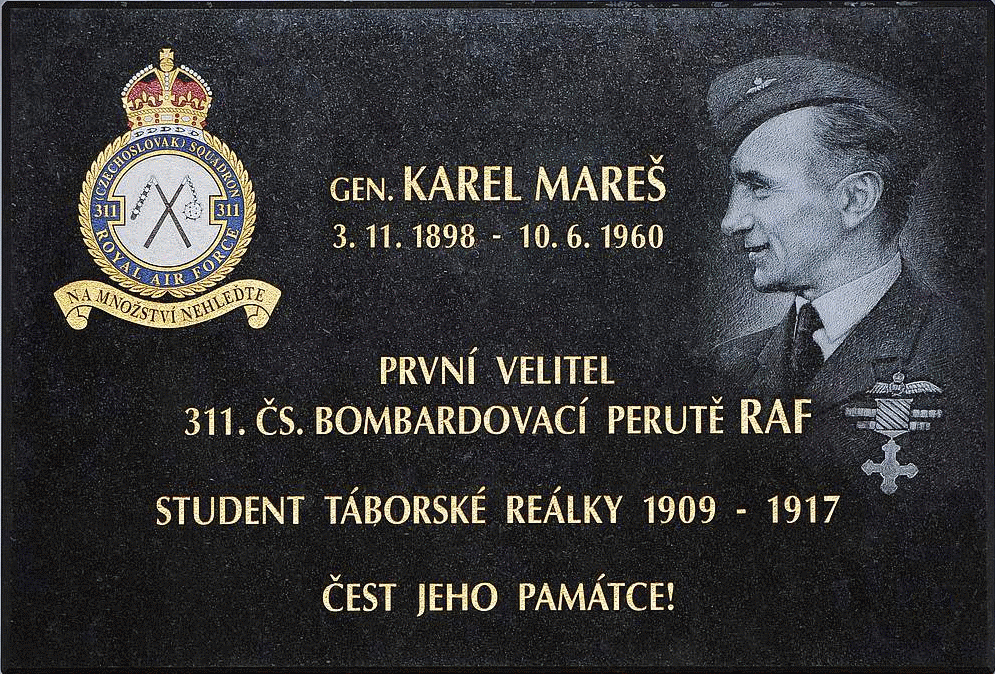
Pamětní deska Karla Mareše
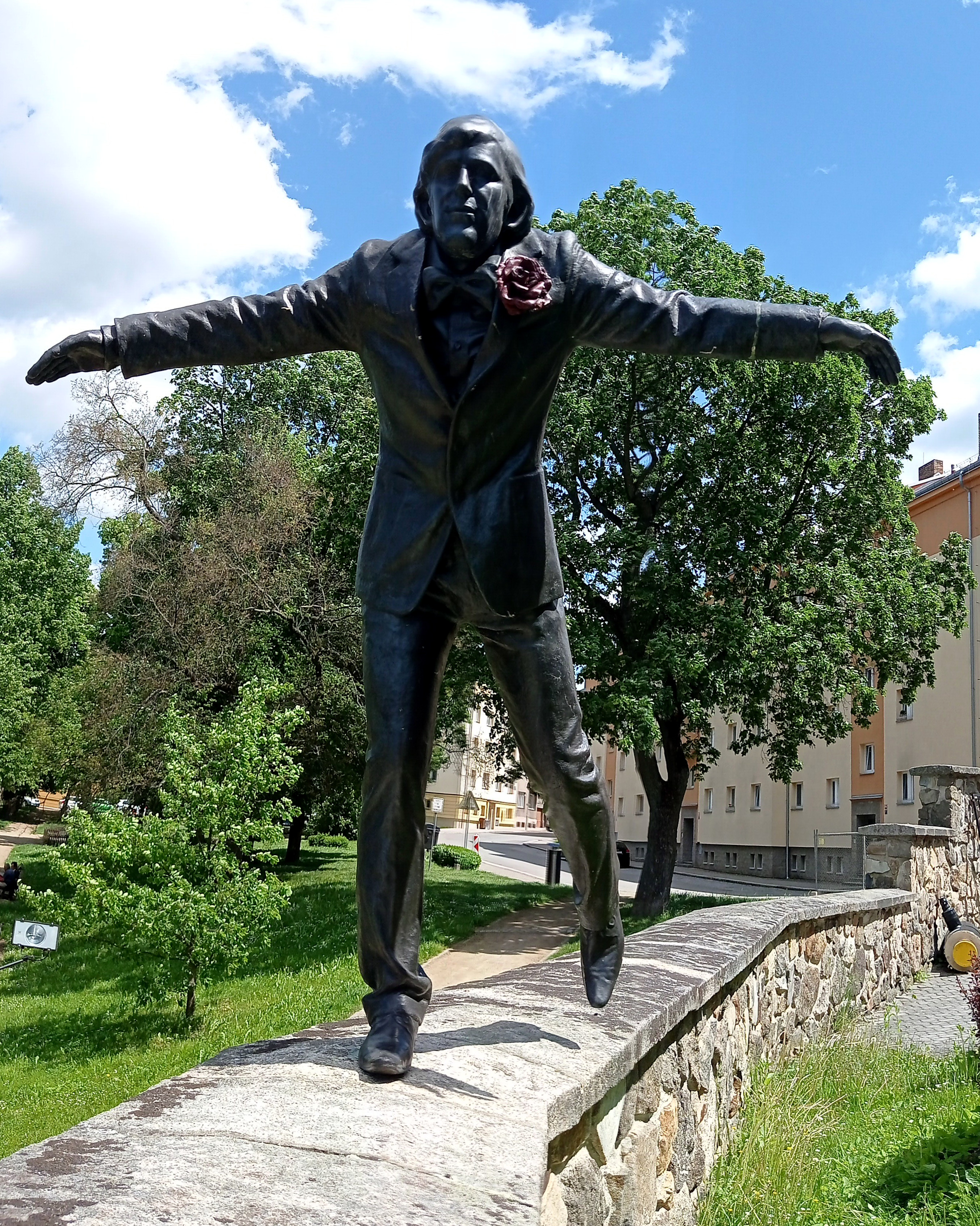
Socha herce Jiřího Hrzána